# Eleições estaduais no Pará em 1960
As eleições estaduais no Pará em 1960 ocorreram em 3 de outubro como parte das eleições gerais em onze estados cujos governadores exerciam um mandato de cinco anos. Foram eleitos o governador Aurélio do Carmo e o vice-governador Newton Miranda.
Eleito com votação nominal recorde, o advogado Aurélio do Carmo levou o PSD à sua terceira vitória em quatro disputas pelo Palácio Lauro Sodré. Nascido em Belém, formou-se advogado pela Universidade Federal do Pará e antes fora escriturário do Tribunal de Justiça. Após o Estado Novo assumiu as funções de promotor de justiça em Castanhal e na capital paraense. Chefe da Defensoria Pública do Estado e depois secretário do Ministério Público, foi também delegado de polícia e corregedor da Secretaria de Segurança Pública.< Sua ascensão política ocorreu ao assumir o cargo de secretário de Justiça por escolha do governador Magalhães Barata e ficou no cargo até candidatar-se a suplente de senador em 1958. Com a morte do governador, foi apontado por Moura Carvalho, sucessor do falecido, como candidato ao governo estadual, sendo eleito em 1960.
Seu mandato teve fim em 9 de junho de 1964, quando o presidente Humberto Castelo Branco recorreu ao Ato Institucional Número Um e cassou-lhe o mandato suspendendo seus direitos políticos por uma década, bem como os do vice-governador Newton Miranda, o primeiro a ser eleito para o cargo através do voto popular. Diante da nova realidade, Aurélio do Carmo voltou à advocacia, lecionou na Universidade Federal do Pará e foi nomeado desembargador do Tribunal de Justiça do Estado do Pará quando a situação assim o permitiu. Em 2013 teve o seu mandato restituído simbolicamente pelos deputados estaduais numa cerimônia.
O governo do estado foi entregue a Dionísio Bentes de Carvalho, presidente da Assembleia Legislativa do Pará até que a mesma elegesse Jarbas Passarinho governador e Agostinho Monteiro vice-governador do estado como prepostos do Regime Militar de 1964.

## Resultado da eleição para governador
Segundo o Tribunal Regional Eleitoral houve 216.516 votos nominais (93,03%), 7.480 votos em branco (3,21%) e 8.736 votos nulos (3,76%), resultando no comparecimento de 232.732 eleitores.
| Candidatos a governador do estado | Candidatos a vice-governador | Número | Coligação                                              | Votação | Percentual |
| --------------------------------- | ---------------------------- | ------ | ------------------------------------------------------ | ------- | ---------- |
| Aurélio do Carmo PSD              | Ver abaixo -                 | -      | PSD, PTB, PDC                                          | 118.129 | 54,56%     |
| Aldebaro Klautau PSP              | Ver abaixo -                 | -      | Coligação Democrática Paraense (PSP, PL, PTN, PR, PSB) | 54.235  | 25,05%     |
| Zacarias Assunção UDN             | Ver abaixo -                 | -      | UDN (sem coligação)                                    | 44.152  | 20,39%     |
| Fontes:                           |                              |        |                                                        |         |            |

## Resultado da eleição para vice-governador
Segundo o Tribunal Regional Eleitoral houve 201.673 votos nominais (86,65%), 22.825 votos em branco (9,81%) e 8.234 votos nulos (3,54%), resultando no comparecimento de 232.732 eleitores.
| Candidatos a governador do estado | Candidatos a vice-governador | Número | Coligação           | Votação | Percentual |
| --------------------------------- | ---------------------------- | ------ | ------------------- | ------- | ---------- |
| Ver acima -                       | Newton Miranda PSD           | -      | PSD, PDC, PTB       | 100.670 | 49,92%     |
| Ver acima -                       | Armando Carneiro PST         | -      | PST (sem coligação) | 46.674  | 23,14%     |
| Ver acima -                       | Prisco dos Santos UDN        | -      | UDN (sem coligação) | 28.549  | 14,16%     |
| Ver acima -                       | Alfredo Gantuss PDC          | -      | PSD, PTB, PDC       | 25.780  | 12,78%     |
| Fontes:                           |                              |        |                     |         |            |